# Mark Chung (soccer)
Pour les articles homonymes, voir Mark Chung.
Mark Chung, né le 18 juin 1970 à Toronto au Canada, est un joueur international américain de soccer, qui évoluait au poste de milieu offensif.

## Biographie

### Jeunesse et études scolaires
Mark Chung est né à Toronto de parents chino-jamaïcain. Mark Chung avec sa famille déménage de Toronto à Pembroke Pines en Floride à l'âge de 12 ans. Il est diplômé au Cooper City High School, puis il étudie à l'université du Sud de la Floride, où il étudie la finance. Il a également évolué au sein de l'équipe de soccer de l'université de 1988 à 1992.

### Carrière en club
En 1995, il rejoint les Sockers de San Diego en CISL (en). Il inscrit vingt-neuf buts, et remporte le titre de recrue de l'année.
En février 1996, les Wizards de Kansas City sélectionne Mark Chung lors du premier tour (sixième choix au total) de la draft inaugurale de la Major League Soccer. Il inscrit 8 buts en 32 rencontres de la saison régulière. Puis, les deux saisons suivantes, il est un pilier dans le jeu des Wizards, et fait partie du onze idéal de la MLS pour la saison 1997.
À la fin de la saison 1998, la franchise de Kansas City échange Chung aux MetroStars, avec Mike Ammann en échange de Tony Meola et Alexi Lalas. Il reste trois saisons, mais il est peu utilisé par l'entraîneur du Metro Octavio Zambrano. Puis, il est de nouveau échanger avant la saison 2002, aux Rapids du Colorado en échange d'un choix au repêchage. Avec les Rapids, il fait partie du onze idéal de la MLS pour les saisons 2002 et 2003. 
Cependant, lors de la saison 2005, il demande être échanger car il a disputé seulement 6 rencontres sous la direction de Fernando Clavijo. La franchise accepte, il est transféré aux Earthquakes de San José contre une allocation.
En novembre 2005, il annonce la fin de sa carrière sportive. Au cours de sa carrière de joueur, Mark Chung dispute notamment 310 matchs et 65 buts inscrits en MLS,.
Puis, en 2008, il dispute une rencontre avec la franchise amateur des Galleons de Treasure Coast en Florida Elite Soccer League.

### Carrière internationale
Il est sélectionnable pour trois sélections, le Canada, les États-Unis et la Jamaïque. Finalement, il choisit les États-Unis.
Il est convoqué pour la première fois en équipe des États-Unis par le sélectionneur national Bora Milutinović, pour un match amical contre la Chine le 4 avril 1992. Il entre à la 79e minute de la rencontre, à la place de Hugo Pérez. Le match se solde par une victoire 5-0 des Américains. Il est le premier sino-américain à porter le maillot de la sélection américaine.
Bora Milutinović le convoque pour participer à la Copa América 1993 en Équateur. Il dispute aucune rencontre. Puis, le 14 novembre 1993, il inscrit son seul doublé en sélection contre les îles Caïmans, lors d'un match amical (victoire 8-1).
Il reçoit sa dernière sélection le 6 novembre 1998 contre l'Australie, lors d'un match nul et vierge. Mark Chung compte 24 sélections et 2 buts avec l'équipe des États-Unis entre 1992 et 1998.

## Distinctions personnelles
- MLS Best XI en 1997, 2002 et 2003
- Trophée du fair-play de la MLS en 1997 et 2002

## Statistiques
| Saison                | Club                    | Championnat           | Championnat | Championnat | Championnat | Coupe(s) nationale(s) | Coupe(s) nationale(s) | Coupe(s) nationale(s) | Compétition(s) continentale(s) | Compétition(s) continentale(s) | Compétition(s) continentale(s) | Compétition(s) continentale(s) | Séries | Séries | Séries | États-Unis | États-Unis | États-Unis | Total | Total | Total |
| Saison                | Club                    | Division              | M.          | B.          | P.d.        | M.                    | B.                    | P.d.                  | Comp.                          | M.                             | B.                             | P.d.                           | M.     | B.     | P.d.   | M.         | B.         | P.d.       | M.    | B.    | P.d.  |
| 1992                  |                         | -                     | -           | -           | -           | -                     | -                     | -                     | -                              | -                              | -                              | -                              | -      | -      | -      | 7          | 0          | 0          | 7     | 0     | 0     |
| 1993                  |                         | -                     | -           | -           | -           | -                     | -                     | -                     | -                              | -                              | -                              | -                              | -      | -      | -      | 14         | 2          | 0          | 14    | 2     | 0     |
| 1994                  |                         | -                     | -           | -           | -           | -                     | -                     | -                     | -                              | -                              | -                              | -                              | -      | -      | -      | 1          | 0          | 0          | 1     | 0     | 0     |
| 1996                  | Wizards de Kansas City  | MLS                   | 32          | 8           | 9           | 1                     | 0                     | 0                     | -                              | -                              | -                              | -                              | 5      | 1      | 1      | -          | -          | -          | 38    | 9     | 10    |
| 1997                  | Wizards de Kansas City  | MLS                   | 32          | 10          | 8           | 1                     | 0                     | 0                     | -                              | -                              | -                              | -                              | 2      | 0      | 0      | 1          | 0          | 0          | 36    | 10    | 8     |
| 1998                  | Wizards de Kansas City  | MLS                   | 30          | 2           | 8           | 1                     | 0                     | 0                     | -                              | -                              | -                              | -                              | -      | -      | -      | 1          | 0          | 0          | 32    | 2     | 8     |
| 1999                  | MetroStars              | MLS                   | 26          | 3           | 7           | 1                     | 0                     | 0                     | -                              | -                              | -                              | -                              | -      | -      | -      | -          | -          | -          | 27    | 3     | 7     |
| 2000                  | MetroStars              | MLS                   | 30          | 3           | 11          | 4                     | 2                     | 1                     | -                              | -                              | -                              | -                              | 5      | 1      | 0      | -          | -          | -          | 39    | 6     | 12    |
| 2001                  | MetroStars              | MLS                   | 26          | 3           | 6           | 1                     | 0                     | 0                     | CM                             | 2                              | 0                              | 1                              | 3      | 1      | 2      | -          | -          | -          | 32    | 4     | 9     |
| 2002                  | Rapids du Colorado      | MLS                   | 27          | 11          | 10          | 2                     | 0                     | 0                     | -                              | -                              | -                              | -                              | 5      | 1      | 1      | -          | -          | -          | 34    | 12    | 11    |
| 2003                  | Rapids du Colorado      | MLS                   | 29          | 11          | 6           | 2                     | 0                     | 0                     | -                              | -                              | -                              | -                              | 2      | 0      | 0      | -          | -          | -          | 33    | 11    | 6     |
| 2004                  | Rapids du Colorado      | MLS                   | 22          | 3           | 4           | 1                     | 0                     | 0                     | -                              | -                              | -                              | -                              | 2      | 0      | 0      | -          | -          | -          | 25    | 3     | 4     |
| 2005                  | Rapids du Colorado      | MLS                   | 6           | 1           | 0           | -                     | -                     | -                     | -                              | -                              | -                              | -                              | -      | -      | -      | -          | -          | -          | 6     | 1     | 0     |
| 2005                  | Earthquakes de San José | MLS                   | 24          | 6           | 7           | 2                     | 0                     | 0                     | -                              | -                              | -                              | -                              | 2      | 0      | 0      | -          | -          | -          | 28    | 6     | 7     |
| Total sur la carrière | Total sur la carrière   | Total sur la carrière | 284         | 61          | 76          | 16                    | 2                     | 1                     | -                              | 2                              | 0                              | 1                              | 26     | 4      | 4      | 24         | 2          | 0          | 352   | 69    | 82    |